# Club Deportivo Aurrera de Vitoria
El Club Deportivo Aurrera de Vitoria es un club de fútbol español, de la ciudad de Vitoria, Álava, País Vasco. Fue fundado en 1935 y vivió su mejor época en la década de los años 1990, cuando ascendió desde la Regional Preferente de Álava hasta la Segunda División B en únicamente dos años. Actualmente se encuentra en la Regional Preferente de Álava. Es un club convenido con el Deportivo Alavés desde 2013. Anteriormente mantuvo convenios con el Athletic Club.

## Historia
El Aurrera de Vitoria nació en Vitoria en 1935. Su nombre Aurrera, quiere decir adelante en euskera. En 1984 el club rojillo absorbió a la S. D. Michelín-Vitoria, club deportivo relacionado con la empresa francesa Michelin que posee una fábrica en Vitoria, denominándose hasta 1986-198, C. D. Aurrera-Michelin.
En 1988-1989  debutaron en Tercera División donde permanecieron una temporada, para que la campaña 1990-1991 volviera a jugar otro año en Tercera. En la temporada 1993-1994  el Aurrera logró por tercera vez en su historia ascender a Tercera División. Ese mismo año fue declarada institución de utilidad pública y consiguió clasificarse para Play-Off de ascenso al acabar en 2.ª posición, comenzando así su época dorada.
En la temporada 1994-1995, el equipo se proclamó campeón de Grupo IV de Tercera División y consiguió un nuevo ascenso, esta vez a la Segunda División B, categoría en la que debutaba.
Tras conseguir un 9.º puesto en su debut en la categoría, en la temporada 1996-1997 se proclamó campeón de su grupo y juega, sin éxito, el play-off de ascenso a la Segunda División española. Prosiguió en la categoría con una trayectoria irregular rozando en ocasiones la clasificación para el play-off de ascenso con el descenso a Tercera División.
En verano 2003 el Aurrera fue descendido administrativamente de Segunda División B a Tercera División por no pagar a sus jugadores. El club se hallaba inmerso en una profunda crisis económica que desde el club se achacaba a un desentendimiento de las instituciones políticas alavesas que habían dejado de apoyar económicamente al club, mientras que desde estas se achacaba la crisis a prácticas irregulares de la directiva del club.
Tras el descenso administrativo a Tercera División, un nuevo descenso, esta vez deportivo, en la temporada-2005-2006, dejó al equipo vitoriano en la Regional Preferente de Álava.
La temporada 2007-2008 fue subcampeón de la categoría, pero no pudo ascender al no quedar plazas libres en Tercera. (Ningún equipo de Tercera ascendió a su vez a la 2.ªB). Por fin, la temporada 2009-10 consiguió quedar campeón de la categoría y pudo así ascender a la Tercera División española, aunque volvió a descender al año siguiente. A partir de entonces, se suceden las temporadas entre Tercera División y Preferente .
En verano de 2013 el club pasó a ser club convenido del Deportivo Alavés, tras muchos años siendo club convenido del Athletic Club, uniéndose así los dos equipos más importante en Álava. Al término de la temporada 2013-2014, con el exjugador Rubén López "Tato" en el banquillo, el equipo se proclama campeón de Preferente y regresa a la 3.ª División.
Cara al regreso a las categorías nacionales, el equipo se refuerza con antiguos canteranos con gran experiencia tanto en 3.ª como en 2.ªB (Álex Casado, Josu Goñi o Sergio Alzola), consiguiendo la permanencia de manera holgada en 3.ª División por primera vez desde la temporada 2004-2005.
Además en el año 2015 el conjunto rojillo recibió, junto con otros 9 equipos amateur de Álava (C.D. Alipendi, CD Laudio, A.D.C. Abetxuko, CD Vitoria, Amurrio Club, C.D. Nanclares, SD Salvatierra, Club de Fútbol San Ignacio y Racing de Santo Doming'), la Medalla de Oro de manos del diputado general Javier de Andrés como premio al tesón y esfuerzo de las personas que han trabajado en estos clubes durante más de cinco décadas.
Finalmente, en la temporada 2015-16 el equipo desciende y regresa a la Regional Preferente de Álava., para regresar una temporada después a 3.ª.
En la temporada 2018-2019 la cantera "rojilla"  se asentó de nuevo como una de las mejores del País Vasco, resaltando la permanencia de los dos equipos juveniles en categorías autonómicas y nacionales, y sobre todo, el campeonato y el ascenso logrado por el primer equipo cadete a la categoría de honor autonómica. El equipo dirigido por Gontzal Fernández de Mendiola logró imponerse al Deportivo Alavés por un solo punto de diferencia en la clasificación final, venciendo 27 de los 30 partidos ligueros.
Actualmente, el equipo destaca por su potencial en la cantera y en el fútbol femenino (Aurrera Femenino).
El 25 de abril de 2025 consigue subir a Tercera RFEF por su 90º Aniversario a falta de 4 jornadas.

## Uniforme
- Uniforme titular: Camiseta roja, pantalón azul y medias rojas y azules.

## Estadio
El Olaranbe es el campo de fútbol del C.D. Aurrera, que cuenta con una grada de 500 asientos y con torres de iluminación. Sus medidas son 105m. largo x 72 m. ancho.

## Datos del club
- Temporadas en 1.ª: 0
- Temporadas en 2.ª: 0
- Temporadas en 2.ªB: 8
- Temporadas en 3.ª: 11
- Mejor puesto en la liga: 1.º (Segunda división B española temporada 96-97)

## Temporada por temporada
| Temporada | División     | Puesto | Copa del Rey |
| --------- | ------------ | ------ | ------------ |
| 1965/66   | 1.ª Regional | 10     |              |
| 1966/67   | 1.ª Regional | 10     |              |
| 1967/68   | 1.ª Regional | 11     |              |
| 1968/69   | 2.ª Regional | 10     |              |
| 1969/70   | 2.ª Regional | 7      |              |
| 1970/71   | 2.ª Regional | 8      |              |
| 1971/72   | 2.ª Regional | 2      |              |
| 1972/73   | 1.ª Regional | 4      |              |
| 1973/74   | 1.ª Regional | 7      |              |
| 1974/75   | Preferente   | 9      |              |
| 1975/76   | Preferente   | 3      |              |
| 1976/77   | Preferente   | 10     |              |
| 1977/78   | Preferente   | 16     |              |
| 1978/79   | Preferente   | 7      |              |
| 1979/80   | Preferente   | 19     |              |
| 1980/81   | 1.ª Regional | 1      |              |
| 1981/82   | Preferente   | 9      |              |
| 1982/83   | Preferente   | 16     |              |
| 1983/84   | Preferente   | 18     |              |
| 1984/85   | Preferente   | 6      |              |

| Temporada | División   | Puesto | Copa del Rey |
| --------- | ---------- | ------ | ------------ |
| 1985/86   | Preferente | 4      |              |
| 1986/87   | Preferente | 4      |              |
| 1987/88   | Preferente | 1      |              |
| 1988/89   | 3.ª        | 18     |              |
| 1989/90   | Preferente | 1      |              |
| 1990/91   | 3.ª        | 17     | 1.ª ronda    |
| 1991/92   | Preferente | 2      |              |
| 1992/93   | Preferente | 1      |              |
| 1993/94   | 3.ª        | 2      |              |
| 1994/95   | 3.ª        | 1      |              |
| 1995/96   | 2.ªB       | 9      | 1.ª ronda    |
| 1996/97   | 2.ªB       | 1      |              |
| 1997/98   | 2.ªB       | 5      | 1.ª ronda    |
| 1998/99   | 2.ªB       | 13     |              |
| 1999/00   | 2.ªB       | 5      |              |
| 2000/01   | 2.ªB       | 11     | 1/32         |
| 2001/02   | 2.ªB       | 8      |              |
| 2002/03   | 2.ªB       | 16     |              |
| 2003/04   | 3.ª        | 1      |              |
| 2004/05   | 3.ª        | 3      |              |

| Temporada | División   | Puesto | Copa del Rey |
| --------- | ---------- | ------ | ------------ |
| 2005/06   | 3.ª        | 18     |              |
| 2006/07   | Preferente | 2      |              |
| 2007/08   | Preferente | 2      |              |
| 2008/09   | Preferente | 3      |              |
| 2009/10   | Preferente | 1      |              |
| 2010/11   | 3.ª        | 20     |              |
| 2011/12   | Preferente | 1      |              |
| 2012/13   | 3.ª        | 19     |              |
| 2013/14   | Preferente | 1      |              |
| 2014/15   | 3.ª        | 12     |              |
| 2015/16   | 3.ª        | 18     |              |
| 2016/17   | Preferente | 1      |              |
| 2017/18   | 3.ª        | 20     |              |
| 2018/19   | Preferente | 3      |              |
| 2019/20   | Preferente | 3      |              |
| 2020/21   | Preferente | 2      |              |
| 2021/22   | Preferente | 1      |              |
| 2022/23   | 3.ª RFEF   | 16     |              |
| 2023/24   | Div. Honor | 2      |              |
| 2024/25   | Div. Honor |        | Preliminar   |

## Filiales

### C.D. Aurrera B
El primer filial del Aurrera se fundó en 1965 bajo el nombre del C.D. Juventus y fue una entidad independiente hasta la temporada 1996-97, tras descender de Tercera división en su primera experiencia en la categoría. Hasta la temporada 1997-98, jugando en la Regional Preferente, el equipo compitió con la denominación de C.D. Juventus-Aurrera. Desde esa época es habitual que alguno de los equipos de las categorías inferiores del Aurrera se denomine C.D. Juventus.
En la temporada 1998-99, ya bajo la denominación de C.D. Aurrera B, el equipo consiguió el ascenso a Tercera División, donde participó hasta la temporada 2002-03 siendo habitual que los jugadores dieran el salto a la primera plantilla.
Compitió en la Regional Preferente hasta la temporada 2005-06, donde la grave situación económica de la entidad sumada al descenso del primer equipo supuso la desaparición de la entidad. Posteriormente, resucitó en la temporada 2010-11, ocupando la plaza de la desaparecida S.D. Bruno Villarreal, aunque un nuevo descenso del primer equipo desde la Tercera División puso punto final hasta el momento del filial.

### C.D. Aurrera C
El Aurrera también contó con un segundo conjunto filial que disputó varias ediciones de la Regional Preferente hasta la temporada 2002-03, que desapareció definitivamente.

## Equipo femenino
En 1998 el Aurrera de Vitoria creó el primer equipo femenino de fútbol 11 de Álava, España. Hoy en día se encuentra en la categoría de 2.ª División Femenina y, gracias al trabajo, realizado el conjunto del club, existen cuatro equipos en el apartado del fútbol femenino, un alevín, un infantil y dos seniors. Por tanto, en el apartado femenino es el icono del fútbol alavés.